# 綾瀬運輸区
綾瀬運輸区（あやせうんゆく）は、東京都足立区にある東日本旅客鉄道（JR東日本）首都圏本部の車掌及び運転士が所属する組織である。旧・松戸運転区と松戸車掌区の管轄区間のうち、常磐緩行線の区間を引き継ぐ形で2012年3月17日に200名規模の人員で発足した。2025年3月14日限りで廃止し、現在は松戸統括センター綾瀬乗務ユニット。

## 施設
綾瀬駅の東寄り、JR常磐線と千代田線との分岐点付近に建物がある。常磐快速線および常磐緩行線上り線の高架下に2階建ての事務室棟を、その北側（前述の高架橋と常磐緩行線下り線高架橋の間）に4階建ての休養室棟が配置されている。
当運輸区の北側には、東京地下鉄綾瀬変電所がある。

## 乗務範囲
- 常磐緩行線：綾瀬 - 取手間

## 歴史
- 2012年3月17日 - 松戸運転区・松戸車掌区の常磐緩行線行路を継承し発足。
- 2025年3月15日 - 常磐緩行線のワンマン化に伴い車掌行路を廃止するとともに松戸営業統括センターと統合し、松戸統括センター発足。当区は廃止。